# Sigmodon planifrons
Sigmodon planifrons és una espècie de mamífer rosegador de la família dels cricètids. És endèmic dels vessants pacífics de la serralada de Miahuatlán (Mèxic), on viu a altituds d'entre 1.000 i 2.300 msnm. El seu hàbitat natural són els boscos tropicals caducifolis. Està amenaçat per la destrucció i transformació del seu medi.